# Lark科技
Lark科技是一家创建于加利福尼亚州山景城的创业公司，它们生产搭配iPhone使用的可携带的闹钟和睡眠跟踪器。2010年由Julia Hu创建了Lark科技。